# Quartinia maerens
Quartinia maerens är en stekelart som beskrevs av Schulthess 1935. Quartinia maerens ingår i släktet Quartinia och familjen Masaridae. Inga underarter finns listade i Catalogue of Life.